# 라이진

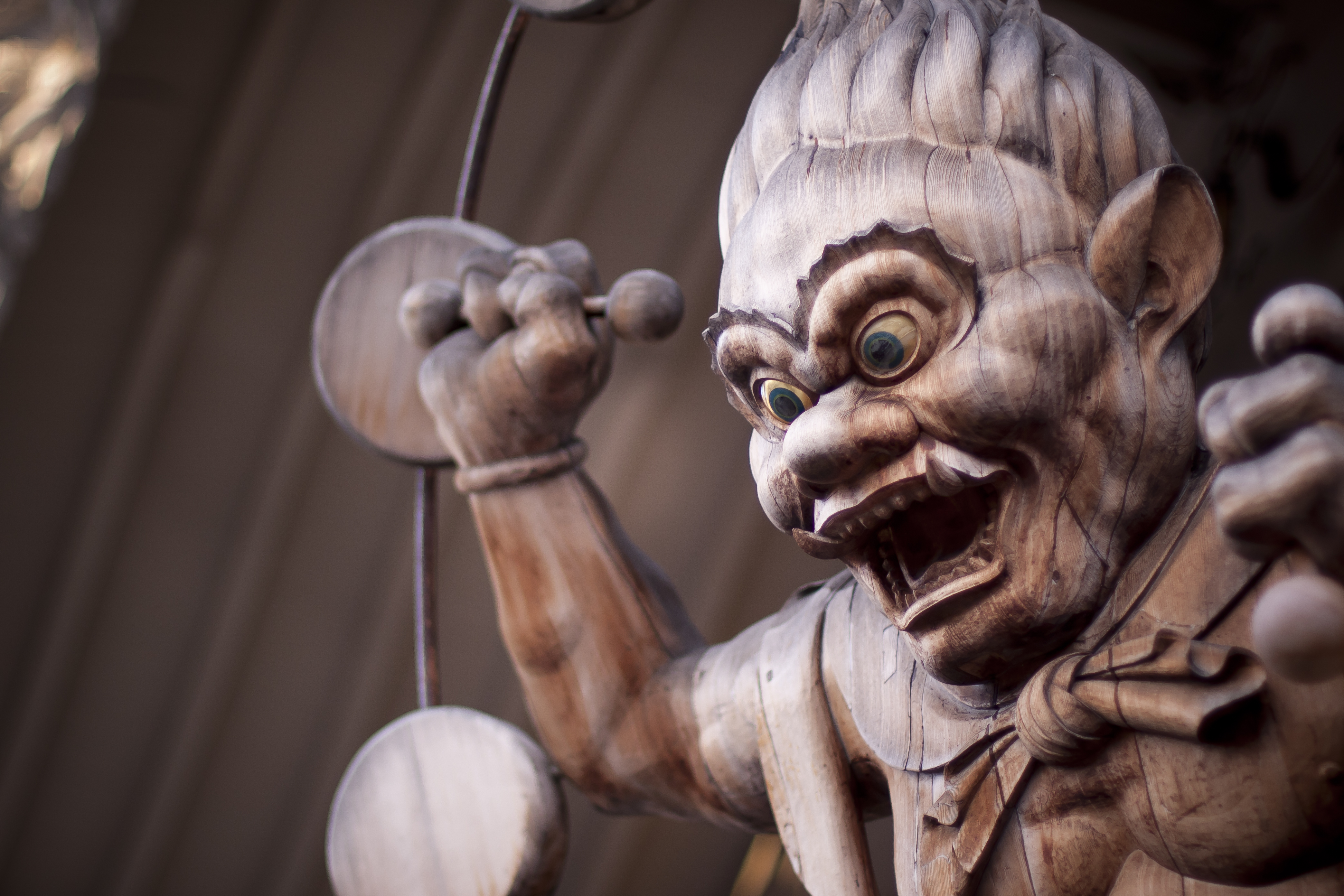

라이진(일본어: 雷神 らいじん[*])은 일본의 민간 신앙에서 천둥의 신이다.

## 모습
일본에서는 다와라야 소타쓰의 풍신뇌신도를 대표적으로 라이진은 악마의 모습으로 암소의 뿔을 갖고 호랑이의 가죽으로 된 훈도시를 하고 있는 것이 일반적이다.

## 같이 보기
- 이자나기노미코토
- 이자나미노미코토
- 파르잔야